# Magdalena Fręch
Magdalena Fręch (* 15. Dezember 1997 in Łódź) ist eine polnische Tennisspielerin.

## Karriere
Fręch, die mit sechs Jahren das Tennisspielen begann, bevorzugt dabei laut ITF-Profil sowohl Hartplätze als auch Teppich. 2012 gab sie ihr Debüt auf der ITF Women’s World Tennis Tour, auf der sie bislang vier Einzel- und vier Doppeltitel gewinnen konnte. 2014 durfte sie in Katowice erstmals im Hauptfeld eines WTA-Turniers an den Start gehen, nachdem sie von den Veranstaltern eine Wildcard erhalten hatte, war jedoch in der ersten Runde gegen Yvonne Meusburger chancenlos. 2016 konnte Fręch auf der ITF-Tour ihren ersten Profititel erringen, auf den 2017 in Leipzig und Braunschweig zwei weitere hintereinander folgten. Aufgrund ihrer verbesserten Weltranglistenposition, war sie bei den Australian Open zum ersten Mal für die Qualifikation eines Grand-Slam-Turniers startberechtigt, wo ihr auf Anhieb der Sprung ins Hauptfeld gelang. Allerdings musste sich Fręch dort zum Auftakt Carla Suárez Navarro geschlagen geben. Auch bei den im selben Jahr stattfindenden French Open konnte sie sich erfolgreich für die Hauptrunde qualifizieren und erreichte nach einem Sieg gegen Jekaterina Alexandrowa sogar die zweite Runde. Dennoch dauerte es bis 2020, dass Fręch auf der WTA Tour bei einem kleineren Turnier in Prag als Lucky Loserin erstmals in ein Viertelfinale einzog.
Nach ihrem Triumph beim WTA Challenger in Concord durch einen Erfolg im Finale über Renata Zarazúa im Spätsommer 2021 sowie dem Titelgewinn beim W60-ITF-Turnier in Prag, kletterte Fręch erstmals unter die besten 100 der Weltrangliste.
2016 gab Fręch bei der 1:4-Playoff-Niederlage gegen Taiwan ihren Einstand für die Polnische Fed-Cup-Mannschaft. Seitdem hat sie für ihr Land elf Partien im Einzel und Doppel bestritten, von denen sie acht gewinnen konnte (Einzelbilanz 6:3).

## Turniersiege

### Einzel
| Nr. | Datum              | Turnier                         | Kategorie      | Belag     | Finalgegnerin      | Ergebnis       |
| --- | ------------------ | ------------------------------- | -------------- | --------- | ------------------ | -------------- |
| 1.  | 27. März 2016      | Nishitama                       | ITF $10.000    | Hartplatz | Mai Minokoshi      | 7:5, 6:4       |
| 2.  | 20. August 2017    | Leipzig                         | ITF $25.000    | Sand      | Richèl Hogenkamp   | 6:2, 7:63      |
| 3.  | 27. August 2017    | Braunschweig                    | ITF $25.000    | Sand      | Olga Sáez Larra    | 6:1, 2:6, 7:63 |
| 4.  | 12. Januar 2020    | Canberra (verlegt nach Bendigo) | ITF W25        | Hartplatz | Patricia Maria Țig | kampflos       |
| 5.  | 8. August 2021     | Concord                         | WTA Challenger | Hartplatz | Renata Zarazúa     | 6:3, 7:64      |
| 6.  | 5. September 2021  | Prag                            | ITF W60        | Sand      | Tereza Smitková    | 6:2, 6:1       |
| 7.  | 29. Oktober 2023   | Les Franqueses del Vallès       | ITF W100       | Hartplatz | Sara Errani        | 7:5, 4:6, 6:4  |
| 8.  | 16. September 2024 | Guadalajara                     | WTA 500        | Hartplatz | Olivia Gadecki     | 7:65, 6:4      |

### Doppel
| Nr. | Datum            | Turnier        | Kategorie    | Belag             | Partnerin         | Finalgegnerinnen                     | Ergebnis         |
| --- | ---------------- | -------------- | ------------ | ----------------- | ----------------- | ------------------------------------ | ---------------- |
| 1.  | 18. Juni 2017    | Manchester     | ITF $100.000 | Rasen             | An-Sophie Mestach | Chang Kai-chen Marina Eraković       | 6:4, 7:65        |
| 2.  | 19. Oktober 2018 | Joué-lès-Tours | ITF $25.000  | Hartplatz (Halle) | Bibiane Schoofs   | Miriam Kolodziejová Jesika Malečková | 5:7, 6:2, [10:3] |
| 3.  | 24. Oktober 2020 | Macon          | ITF W80      | Hartplatz         | Katarzyna Kawa    | Francesca Di Lorenzo Jamie Loeb      | 7:5, 6:1         |
| 4.  | 7. November 2020 | Charleston     | ITF W100     | Sand              | Katarzyna Kawa    | Astra Sharma Mayar Sherif            | 4:6, 6:4, [10:2] |

## Karrierestatistik und Turnierbilanz

### Einzel
Die letzte Aktualisierung erfolgte nach dem WTA-Turnier in Bad Homburg 2025.
| Turnier                   | 2018              | 2019              | 2020              | 2021              | 2022              | 2023              | 2024      | 2025      | T / T     | S/N       | Sieg%     |
| ------------------------- | ----------------- | ----------------- | ----------------- | ----------------- | ----------------- | ----------------- | --------- | --------- | --------- | --------- | --------- |
| Australian Open           | 1                 | Q1                | Q1                | –                 | 1                 | Q2                | AF        | 3         | 0 / 4     | 5:4       | 56 %      |
| French Open               | 2                 | Q1                | Q1                | Q3                | 1                 | 2                 | 1         | 2         | 0 / 5     | 3:5       | 38 %      |
| Wimbledon                 | Q1                | Q1                | n. a.             | Q2                | 3                 | 1                 | 1         | 1         | 0 / 4     | 2:4       | 33 %      |
| US Open                   | Q1                | 1                 | –                 | Q1                | 1                 | 2                 | 1         |           | 0 / 4     | 1:4       | 20 %      |
| Doha                      | –                 | a. K.             | Q2                | a. K.             | –                 | a. K.             | 1         | 2         | 0 / 2     | 1:2       | 33 %      |
| Dubai                     | a. K.             | 1                 | a. K.             | Q1                | a. K.             | Q1                | AF        | 1         | 0 / 3     | 2:3       | 40 %      |
| Indian Wells              | –                 | –                 | n. a.             | 2                 | 2                 | 2                 | 1         | 2         | 0 / 5     | 3:5       | 38 %      |
| Miami                     | –                 | –                 | n. a.             | –                 | 1                 | 3                 | 1         | 2         | 0 / 4     | 1:4       | 20 %      |
| Madrid                    | –                 | –                 | n. a.             | –                 | Q1                | 2                 | 1         | 3         | 0 / 3     | 2:3       | 40 %      |
| Rom                       | –                 | –                 | –                 | –                 | –                 | 2                 | 2         | 3         | 0 / 3     | 3:3       | 50 %      |
| Kanada                    | Q1                | –                 | n. a.             | –                 | –                 | 1                 | 2         |           | 0 / 2     | 1:2       | 33 %      |
| Cincinnati                | –                 | –                 | –                 | –                 | Q2                | Q1                | 2         |           | 0 / 1     | 1:1       | 50 %      |
| Guadalajara               | n. a. bzw. a. K.  | n. a. bzw. a. K.  | n. a. bzw. a. K.  | n. a. bzw. a. K.  | 2                 | 2                 | a. K.     | a. K.     | 0 / 2     | 2:2       | 50 %      |
| Peking                    | –                 | –                 | nicht ausgetragen | nicht ausgetragen | nicht ausgetragen | 1                 | AF        |           | 0 / 2     | 2:2       | 50 %      |
| Wuhan                     | –                 | –                 | nicht ausgetragen | nicht ausgetragen | nicht ausgetragen | nicht ausgetragen | VF        |           | 0 / 1     | 3:1       | 75 %      |
| Olympische Spiele         | nicht ausgetragen | nicht ausgetragen | nicht ausgetragen | –                 | n. a.             | n. a.             | 1         | n. a.     | 0 / 1     | 0:1       | 0 %       |
| Billie Jean King Cup      | K1                | K1                | PO                | PO                | RR                | RR                | HF        |           | 0 / 6     | 4:4       | 50 %      |
| Statistik                 | Statistik         | Statistik         | Statistik         | Statistik         | Statistik         | Statistik         | Statistik | Statistik | S/N       | S/N       | Sieg%     |
| Gewonnene Titel           | 0                 | 0                 | 1                 | 2                 | 0                 | 1                 | 1         | 0         | Gesamt: 5 | Gesamt: 5 | Gesamt: 5 |
| Gesamt-Siege/-Niederlagen | 29:30             | 36:24             | 26:14             | 38:19             | 38:38             | 39:32             | 41:30     | 8:17      | 255:204   | 255:204   | 56 %      |
| Jahresendposition         | 151               | 198               | 156               | 102               | 116               | 63                | 25        |           | N/A       | N/A       | N/A       |

Zeichenerklärung: S = Turniersieg; F, HF, VF, AF = Einzug ins Finale / Halbfinale / Viertelfinale / Achtelfinale; 1, 2, 3 = Ausscheiden in der 1. / 2. / 3. Hauptrunde; KF (kleines Finale) = unterlegen im Spiel um Platz drei; RR = Round Robin (Gruppenphase); n. a. = nicht ausgetragen; a. K. = andere Kategorie; PO (Play-off) = Auf- und Abstiegsrunde im Billie Jean King Cup; K1, K2, K3 = Teilnahme in der Kontinentalgruppe I, II, III im Billie Jean King Cup.
Anmerkung: Diese Statistik berücksichtigt alle Ergebnisse im Einzel bei ITF- und WTA-Turnieren. Als Quelle dient die ITF-Seite der Spielerin. Dargestellt sind nur WTA-Turniere der Kategorien Premier Mandatory und Premier 5 (2009–2020) bzw. die WTA-Turniere der Kategorie 1000 (seit 2021).